# Millenáris Sporttelep
Het Millenáris Sporttelep is een multifunctioneel stadion in Boedapest, de hoofdstad van Hongarije. 

## Historie
De opening vond plaats in 1896.
Het wordt vooral gebruikt voor wielrenwedstrijden en is ook regelmatig gebruikt voor voetbalwedstrijden, het Hongaarse voetbalelftal speelde er 18 interlands tussen 1903 en 1911. Er kunnen 8.130 toeschouwers in het stadion.

## Interlands
| Voetbalinterlands | Voetbalinterlands | Voetbalinterlands       | Voetbalinterlands | Voetbalinterlands | Voetbalinterlands |
| №                 | Datum             | Wedstrijd               | Uitslag           | Competitie        | Toeschouwers      |
| ----------------- | ----------------- | ----------------------- | ----------------- | ----------------- | ----------------- |
| 1                 | 5 april 1903      | Hongarije – Bohemen     | 2–1               | vriendschappelijk | 750               |
| 2                 | 2 juni 1904       | Hongarije – Oostenrijk  | 3–0               | vriendschappelijk | 800               |
| 3                 | 9 april 1905      | Hongarije – Oostenrijk  | 0–0               | vriendschappelijk | 6.500             |
| 4                 | 1 april 1906      | Hongarije – Bohemen     | 1–1               | vriendschappelijk | 5.000             |
| 5                 | 4 november 1906   | Hongarije – Oostenrijk  | 3–1               | vriendschappelijk | 3.000             |
| 6                 | 7 april 1907      | Hongarije – Bohemen     | 5–2               | vriendschappelijk | 1.000             |
| 7                 | 3 november 1907   | Hongarije – Oostenrijk  | 4–1               | vriendschappelijk | 5.175             |
| 8                 | 5 april 1908      | Hongarije – Bohemen     | 5–2               | vriendschappelijk | 8.500             |
| 9                 | 10 juni 1908      | Hongarije – Engeland    | 0–7               | vriendschappelijk | 6.500             |
| 10                | 1 november 1908   | Hongarije – Oostenrijk  | 5–3               | vriendschappelijk | 6.500             |
| 11                | 4 april 1909      | Hongarije – Duitsland   | 3–3               | vriendschappelijk | 9.000             |
| 12                | 29 mei 1909       | Hongarije – Engeland    | 2–4               | vriendschappelijk | 10.000            |
| 13                | 30 mei 1909       | Hongarije – Oostenrijk  | 1–1               | vriendschappelijk | 11.000            |
| 14                | 31 mei 1909       | Hongarije – Engeland    | 2–8               | vriendschappelijk | 11.000            |
| 15                | 7 november 1909   | Hongarije – Oostenrijk  | 2–2               | vriendschappelijk | 10.000            |
| 16                | 26 mei 1910       | Hongarije – Italië      | 6–1               | vriendschappelijk | 12.000            |
| 17                | 6 november 1910   | Hongarije – Oostenrijk  | 3–0               | vriendschappelijk | 11.000            |
| 18                | 29 oktober 1911   | Hongarije – Zwitserland | 9–0               | vriendschappelijk | 15.000            |